# Joseph Helffrich
| Odkryte planetoidy: 13 | Odkryte planetoidy: 13 |
| ---------------------- | ---------------------- |
| (697) Galilea          | 14 lutego 1910         |
| (698) Ernestina        | 5 marca 1910           |
| (699) Hela             | 5 czerwca 1910         |
| (700) Auravictrix      | 5 czerwca 1910         |
| (701) Oriola           | 12 lipca 1910          |
| (702) Alauda           | 16 lipca 1910          |
| (706) Hirundo          | 9 października 1910    |
| (708) Raphaela         | 3 lutego 1911          |
| (709) Fringilla        | 3 lutego 1911          |
| (713) Luscinia         | 18 kwietnia 1911       |
| (714) Ulula            | 18 maja 1911           |
| (2056) Nancy           | 15 października 1909   |
| (3861) Lorenz          | 30 marca 1910          |

Joseph Helffrich (ur. 12 stycznia 1890 w Mannheimie, zm. 1971) – niemiecki astronom.
W latach 1909–1911 odkrył 13 planetoid. W 1913 uzyskał stopień doktora na Uniwersytecie w Heidelbergu.
Na jego cześć nazwano planetoidę (2290) Helffrich.